# Bacouel-sur-Selle
Bacouel-sur-Selle – miejscowość i gmina we Francji, w regionie Hauts-de-France, w departamencie Somma.
Według danych na rok 2011 gminę zamieszkiwało 468 osób, a gęstość zaludnienia wynosiła 75 osób/km² (wśród 2293 gmin Pikardii Bacouel-sur-Selle plasuje się na 615. miejscu pod względem liczby ludności, natomiast pod względem powierzchni na miejscu 762.).